# Ферри, Риккардо
Риккардо Ферри (итал. Riccardo Ferri; род. 20 августа 1963, Крема) — итальянский футболист, защитник. Наряду с Франко Барези удерживает рекорд по автоголом в истории Серии А (у обоих 8 голов).

## Карьера

### Клубная
Ферри дебютировал в Серии А за «Интер» в октябре 1981. Вскоре он стал основным игроком команды, проведя в ней 13 сезонов.
Он выигрывал скудетто в 1988—1989, а также Кубок УЕФА в 1991 и 1994. В 1994 году Риккардо вместе с Вальтером Дзенгой перешёл в Сампдорию, где и завершил карьеру 2 года спустя.

### В сборной
Ферри провел 45 матчей за сборную Италии по футболу, дебютировав в ней в 1986 году. В составе сборной он принимал участие в Чемпионате Европы 1988, Чемпионате мира 1990, а также Олимпиаде 1984.